# آلات (شركة)
شركة آلات هي شركة سعودية تختص في مجال تصنيع الإلكترونيات وأشباه الموصلات مملوكة لصندوق الاستثمارات العامة، أُعلن عن إطلاقها في فبراير 2024 وتحت رعاية ولي العهد السعودي الأمير محمد بن سلمان.
تتركز أعمال الشركة على 9 قطاعات رئيسية: أشباه الموصلات، الأجهزة الذكية، المباني الذكية، أجهزة المنزل الذكية، الصحة الذكية، الصناعات المتقدمة، الجيل الجديد من البنية التحتية، التحول الكهربائي، البنية التحتية للذكاء الاصطناعي.

## نظرة عامة
تهدف الشركة كجزء من رؤية السعودية 2030 إلى خلق أكثر من 39,000 وظيفة، وتوطين التقنيات والتصنيع.

## التاريخ
في فبراير 2024، أعلنت آلات عن عقد شراكات مع كل من Carrier Global و Dahua Technology ومجموعة سوفت بانك, وتحكم.